# Tijuca Point
Tijuca Point är en udde i Sydgeorgien och Sydsandwichöarna (Storbritannien). Den ligger i den nordvästra delen av Sydgeorgien och Sydsandwichöarna.
Terrängen inåt land är huvudsakligen kuperad, men åt sydost är den platt. Havet är nära Tijuca Point åt nordost.  Det finns inga samhällen i närheten. 